# 이양희 (심리학자)
이양희(1956년 ~)은 성균관대학교 교수인 심리학자이며 인권운동가이다. 본관(本貫)은 전의(全義)이다. 전직 국민의힘 윤리위원장이다.
| 전임 김관하 | 국민의힘 중앙윤리위원장 2021년 10월~2023년 4월 | 후임 황정근 |